# Time Machine (canción)
«Time Machine» es una canción de la cantante y compositora estadounidense Alicia Keys. Se lanzó el 20 de noviembre de 2019 como el segundo sencillo de su séptimo álbum de estudio, Alicia (2020). Un EP con versiones remix titulado «Time Machine (Remixes)» se estrenó el 31 de enero de 2020.

## Composición
Keys describe el tema como una mezcla entre The Notorious BIG, Michael Jackson y Funkadelic. Fue escrito por Keys, Coleridge Tillman, Robin Tadross y producido por Keys y Rob Knoxs.

## Video musical
Filmado en la pista de patinaje World on Wheels en Los Ángeles, el video muestra un ambiente retro. «Esta es una canción de patinaje para mí. Es como si hubieras dado algunas vueltas y finalmente comenzaras a sentirte libre, y puedes ser 100% tú mismo... sin preocuparte por cosas como: “¿Y me caeré? ¿Alguien se encontrará conmigo?», comentó la cantante en una entrevista para Entertainment Weekly. Fue dirigida por Timeless Eye Productions y codirigida por Art Johnson y Cole Cook, hermano de Alicia y contiene la participación especial de la rapera Tierra Whack.

## Recepción crítica
Michael Saponara de Billboard dijo que «es un gran cambio en comparación con las grabaciones recientes de Keys cargadas con claves a las que estamos acostumbrados». Althea Legaspi de Rolling Stone dijo que «mientras el título sugiere nostalgia, la letra de la canción se enfoca en dejar a un lado los problemas y encontrar la libertad».

## Historial de lanzamiento
| País   | Fecha                   | Formato                     | Edición  | Discográfica    | Ref   |
| ------ | ----------------------- | --------------------------- | -------- | --------------- | ----- |
| Varios | 20 de noviembre de 2019 | Descarga digital, Streaming | Estándar | Sony Music, RCA | [ 3 ] |
| Varios | 31 de enero de 2020     | Descarga digital, Streaming | Remezcla | Sony Music, RCA | [ 6 ] |